# Rhodacaropsis ponticus
Rhodacaropsis ponticus är en spindeldjursart som beskrevs av V.P. Shcherbak 1980. Rhodacaropsis ponticus ingår i släktet Rhodacaropsis och familjen Rhodacaridae. Inga underarter finns listade i Catalogue of Life.